# Дуань Чэнши
Дуань Чэнши (кит. 段成式, пиньинь Duàn Chéngshì) (около 803—863 годы) — китайский поэт и писатель времён династии Тан, известный как автор сборника бицзи сяошо «Ю ян цза цзу», в который входит в том числе история о Есяни, одна из старейших записей фольклорного сюжета о Золушке.

## Биография
Родился в богатой семье в современном округе Цзинчжоу, провинция Хубэй, к северу от озера Дунтин, на берегу которого стоит холм под названием Ю. Его пращур Дуань Чжисюань (кит. 段志玄, пиньинь Duàn Zhìxuán) (умер в 642) был одним из 24 государственных деятелей, стоявших у истоков династии Тан, за что получил титул гун. Его отец Дуань Вэньчан (кит. 段文昌, пиньинь Duàn Wénchāng) был цзайсяном (канцлером) в 821—823 годах при танском императоре Сюань-цзуне. Положение семьи позволило Дуаню получить первую должность сверщика текстов в императорском книгохранилище «по праву тени» (кит. трад. 蔭, пиньинь yīn), то есть не сдавая государственные экзамены. После службы в столице Дуань был начальником нескольких округов, а карьеру закончил в 853 году в должности тайчан шаоцин, то есть заместителя министра церемоний. По отзывам современников, Дуань был талантливым поэтом и литератором, слава которого была сопоставима со славой поэтов Ли Шанъиня и Вэнь Тинъюня — с обоими Дуань дружил.
После ухода с государственной службы Дуань поселился в Сянъяне, расположенном на 200 км севернее его родных мест, и занялся литературным творчеством. Дуань уделял много внимания обустройству своего дома и сада с зелёными холмами и причудливыми скалами. Сад, который включал в себя многочисленные растительные раритеты и частную библиотеку, был воспет его другом, известным поэтом Лю Дэжэнем.
Сын Дуань Чэнши, Дуань Аньцзе (кит. трад. 段安节, пиньинь Duàn Ānjié; ок. 830 — ок. 900), был автором одного из первых трактатов по музыкальному и театральному искусству «Разные заметки о Музыкальной палате» и воспитателем императорских наследников.
Известный китайский текстолог Фан Нань-шэн (кит. 方南生, р. 1946) в 1981 году изложил биографию Дуань Чэнши по годам.

## Творчество
Видимо, ещё будучи на службе в императорском книгохранилище, Дуань делал многочисленные выписки из книг, которые вошли в его сборники, наиболее известный из которых — «Ю ян цза цзу». Имеется несколько вариантов перевода названия сборника на русский язык: «Пёстрые заметки с южного склона горы Ю», «Разные истории с Южной стороны гор Юй», «Всякая всячина из Юяна». Названием своего сборника Дуань ссылается на древнюю легенду об учёном, спрятавшем свою библиотеку в пещере на малой горе Ю в период гонений на книжников со стороны императора Цинь Шихуана. В «Записках о Цзинчжоу» Шэн Хунчжи (V век) говорится: «В пещере на малой горе Ю хранятся тысячи свитков книг. Говорят, что по ним учились жители Цинь».
«Ю ян цза цзу» состоит из двух частей: «Цяньцзи» («Первого сборника»), включающего в себя 910 фрагментов, сгруппированных в 20 цзюаней, и «Сюйцзи» («Сборник продолжений»), который включает в себя 378 фрагментов, сгруппированных в 10 цзюаней. «Цяньцзи» обычно датируют 844 годом, то есть тем временем, когда Дуань ещё служил в императорском книгохранилище, а «Сюйцзи» — 853—854 годами, когда Дуань вернулся в Чанъань из Цзичжоу в Цзянсу, где он исполнял обязанности начальника округа.
Дуань наиболее известен за пределами Китая как автор ранней версии «Золушки» под названием «Есянь», вошедшей во вторую часть «Ю ян цза цзу». Исследователи полагают, что Дуань записал эту историю со слов представителей некитайского коренного населения Южного Китая. Есянь рассматривается как предшественник европейской Синдереллы.
«Ю ян цза цзу» показывает острый интерес Дуаня ко всему иноземному и необычному. Известны описания торговли между Китаем и Бобали, опубликованные в этом же сборнике, касающиеся работорговли, торговли слоновой костью и амброй. Современные исследователи полагают, что Бобали — это Бербера в Сомалиленде (Восточная Африка).
«Ю ян цза цзу» в тридцати цзюанях — наиболее известный и наиболее полно сохранившийся, но не единственный сборник, принадлежащий перу Дуаня. К числу других его сочинений относятся «Лу лин гуань ся цзи» (кит. 廬陵官下記, «Записки о назначении в Лулин») в двух цзюанях (утеряны, сохранились шесть фрагментов), «Цзинь ли синь вэнь» (кит. 錦里新聞, «Свежие слухи о Чэнду») в трёх цзюанях (утеряны), «Синь цзуань и яо» (кит. 新纂異要, «Главное из вновь собранного о странном») в одной цзюани (утеряно).

## Публикации
Оригинальный текст «Ю ян цза цзу», написанный на вэньяне, опубликован в Сыбу цункань, первая серия, тома 468—471. Полный критический текст был опубликован в Пекине в 1981 году:
- Дуань Чэн-ши. Ю ян цза цзу / Критический текст Фан Нань-шэна = кит. 段成式。酉陽雜俎 / 方南生點校. — Пекин, 1981.

По-видимому, не существует полного перевода этого сборника на современный китайский язык, хотя отдельные его фрагменты постоянно выходят в составе различных антологий. Единственный существующий полный перевод «Ю ян цза цзу» выполнен на японский язык.
На русском языке опубликованы 20 фрагментов из 1288, входящих в оригинальный текст «Ю ян цза цзу», в том числе фрагмент о Есяни:
- Дуань Чэнши. Пёстрые заметки с южного склона горы Ю // Человек и культура Востока: Исследования и переводы. 2010  / пер. и ком. А. Б. Старостиной. — М.: ИДВ РАН, 2012. — С. 136—155.